# Magnus Andersson (handbollstränare)
Per Magnus Andersson, född 17 maj 1966 i Linköping, är en svensk handbollstränare och tidigare handbollsspelare (mittnia). Andersson tillhörde världseliten under största delen av sin karriär och rankades 1993 som världens bäste handbollsspelare. Han utsågs till Årets handbollsspelare i Sverige fyra gånger (1991, 1993, 1994 och 2000), fler än någon annan.

## Spelarkarriär
Magnus Andersson slog igenom i HK Drott dit han kom från IF Saab. Men Anderssons modersklubb var RP IF (Risbrinkspojkarna) där han bland annat under ungdomsåren spelade ihop med Pierre Thorsson till junioråldern. Som ungdomsspelare var Andersson extremt snabb och teknisk men saknade ett bra skott. Det förändrades i junioråldern där Magnus Andersson till sin snabbhet sin enorma spelförståelse dessutom utvecklade ett internationellt skott. Med Drott tog han 6 SM-guld och 3 SM-silver. Under sin karriär representerade han även bland annat GWD Minden under ett år och TuS Schutterwald i tre år, i Bundesliga. År 2001 blev han spansk mästare med CB Ademar León efter att ha blivit utlånad under slutet av säsongen från HK Drott.
Andersson var också en viktig kugge i landslaget under Bengt "Bengan" Johansson, med vilket han mellan 1988 och 2003 spelade sammanlagt 307 landskamper och tog två VM-guld, fyra EM-guld och tre OS-silver. I landslaget, där han spelade med tröja nr 14, hade han den viktiga rollen som spelfördelare i anfallet.
Andersson tilldelades, liksom alla andra som ingick i laget som vann EM-guld 1998, en kopia av Svenska Dagbladets guldmedalj ("bragdguldet").

## Tränarkarriär
2001 inledde han sin tränarkarriär som spelande tränare i Drott där Drott blev svenska mästare. Han avslutade sin aktiva spelarkarriär efter säsongen 2002/2003, men gjorde en kort comeback i HSG Nordhorn, tränat av Ola Lindgren, i slutet av 2003. År 2005 blev han tränare för FC Köpenhamn (FCK) i Herrehåndboldligaen. Som följd av att AG Köpenhamn 2010 bildades ur spillrorna av FCK lämnade Andersson klubben och blev istället förbundskapten för Österrike. En säsong senare blev huvudtränare för just AG Köpenhamn, men bara en säsong då klubben hastigt under sommaren 2012 försattes i konkurs. Efter två år i svenska klubbar, allsvenska Hästö IF och elitserielaget HK Malmö, anlände Andersson 2014 till Frisch Auf Göppingen i tyska Bundesliga.

## Meriter

### Med klubblag
- Svensk mästare sex gånger (1988, 1990, 1991, 1994, 1999 och 2002) med HK Drott
- Spansk mästare 2001 med CB Ademar León

### Med landslaget
- VM 1990 i Tjeckoslovakien:  Guld
- OS 1992 i Barcelona:  Silver
- VM 1993 i Sverige:  Brons
- EM 1994 i Portugal:  Guld
- VM 1995 på Island:  Brons
- EM 1996 i Spanien: 4:a
- OS 1996 i Atlanta:  Silver
- VM 1997 i Japan:  Silver
- EM 1998 i Italien:  Guld
- VM 1999 i Egypten:  Guld
- EM 2000 i Kroatien:  Guld
- OS 2000 i Sydney:  Silver
- VM 2001 i Frankrike:  Silver
- EM 2002 i Sverige:  Guld
- VM 2003 i Portugal: 13:e

- Totalt: 13 medaljer (3 OS-silver, 2 VM-guld, 2 VM-silver, 2 VM-brons och 4 EM-guld)
  -  OS-silver: 1992, 1996 och 2000
  -  VM-guld: 1990 och 1999
  -  VM-silver: 1997 och 2001
  -  VM-brons: 1993 och 1995
  -  EM-guld: 1994, 1998, 2000 och 2002

### Övrigt
- Årets handbollsspelare i Sverige fyra gånger (1991, 1993, 1994 och 2000)
- Kopia av Svenska Dagbladets guldmedalj ("bragdguldet") 1998